# U.S. Route 77
Pour les articles homonymes, voir Route 77.
La U.S. Route 77 (US 77) est une US Route sud–nord parcourant 1 305 miles (2 100 km) dans le centre des États-Unis. Son terminus sud se trouve à Brownsville, Texas, sur le Veteran's International Bridge à la frontière mexicaine, où la route est reliée à la Route fédérale 101 et la Route fédérale 180. Le terminus nord de la route est à Sioux City, Iowa, à un échangeur avec l'I-29, moins d'un demi-mile (800 m) de la frontière du Nebraska.

## Description du tracé
|       | mi    | km    |
| ----- | ----- | ----- |
| TX    | 471   | 758   |
| OK    | 268   | 431   |
| KS    | 234   | 377   |
| NE    | 190   | 310   |
| IA    | 0,3   | 0,48  |
| Total | 1 305 | 2 100 |

### Texas
La route débute au sud du Texas à Brownsville, à la frontière mexicaine. Elle se dirige vers le nord-ouest, immédiatement en multiplex avec l'I-69E. Elle se rend ensuite à Harlingen et Raymondville, où l'I-69E prend temporairement fin. La US 77 se poursuit vers le nord et, à terme, formera un multiplex complet avec l'I-69E jusqu'à Victoria.
Elle passe ensuite par Kingsville et, à l'ouest de Corpus Christi, reprend son multiplex avec l'I-69E ainsi qu'avec l'I-37, sur une courte distance. Elle se dirige alors vers le nord-est en passant par Sinton et Refugio avant d'atteindre Victoria. Elle contourne la ville et prend la direction du nord. Elle passe par Hallettsville, Schulenburg, La Grange, Lexington, Rockdale, Cameron et Waco, où elle entreprend un multiplex avec l'I-35. À Hillsboro, le multiplex prend fin et la US 77 longe l'I-35E depuis l'endroit où l'I-35 s'est séparée jusqu'à Red Oak, près de Dallas. Elle passe par Waxahachie avant de rejoindre l'I-35E à Red Oak. Elle demeure en multiplex avec l'autoroute alors qu'elle traverse Dallas. À Denton, au nord-ouest de Dallas, la US 77 se détache de l'I-35E. Elle traverse la ville et, au nord-ouest de Denton, elle rejoint l'I-35. Elle se dirige vers le nord jusqu'à la Rivière Rouge et la traverse, toujours en multiplex avec l'I-35, pour entrer en Oklahoma.

### Oklahoma
La US 77 entre en Oklahoma au sud de Thackerville, en multiplex avec l'I-35. Elle quitte rapidement l'autoroute, mais la longe sur une longue distance. Elle se dirige vers le nord et passe par Ardmore, Springer, Pauls Valley, Lexington et Slaughterville avant d'atteindre Oklahoma City. Elle traverse le sud de la ville en multiplex avec l'I-35 et devient l'I-235 après avoir croisé l'I-40. Après avoir croisé l'I-44, la US 77 poursuit seule vers le nord. À Edmond, elle bifurque vers l'est et rejoint l'I-35. Les routes forment un multiplex jusqu'au sud de Guthrie. Elles demeurent parallèles alors que la US 77 passe par Perry et Tonkawa. Dans cette ville, elle rejoint la US 60 jusqu'à Ponca City, à l'est, où elle continue vers le nord jusqu'à la frontière avec le Kansas, au nord de Newkirk.

### Kansas

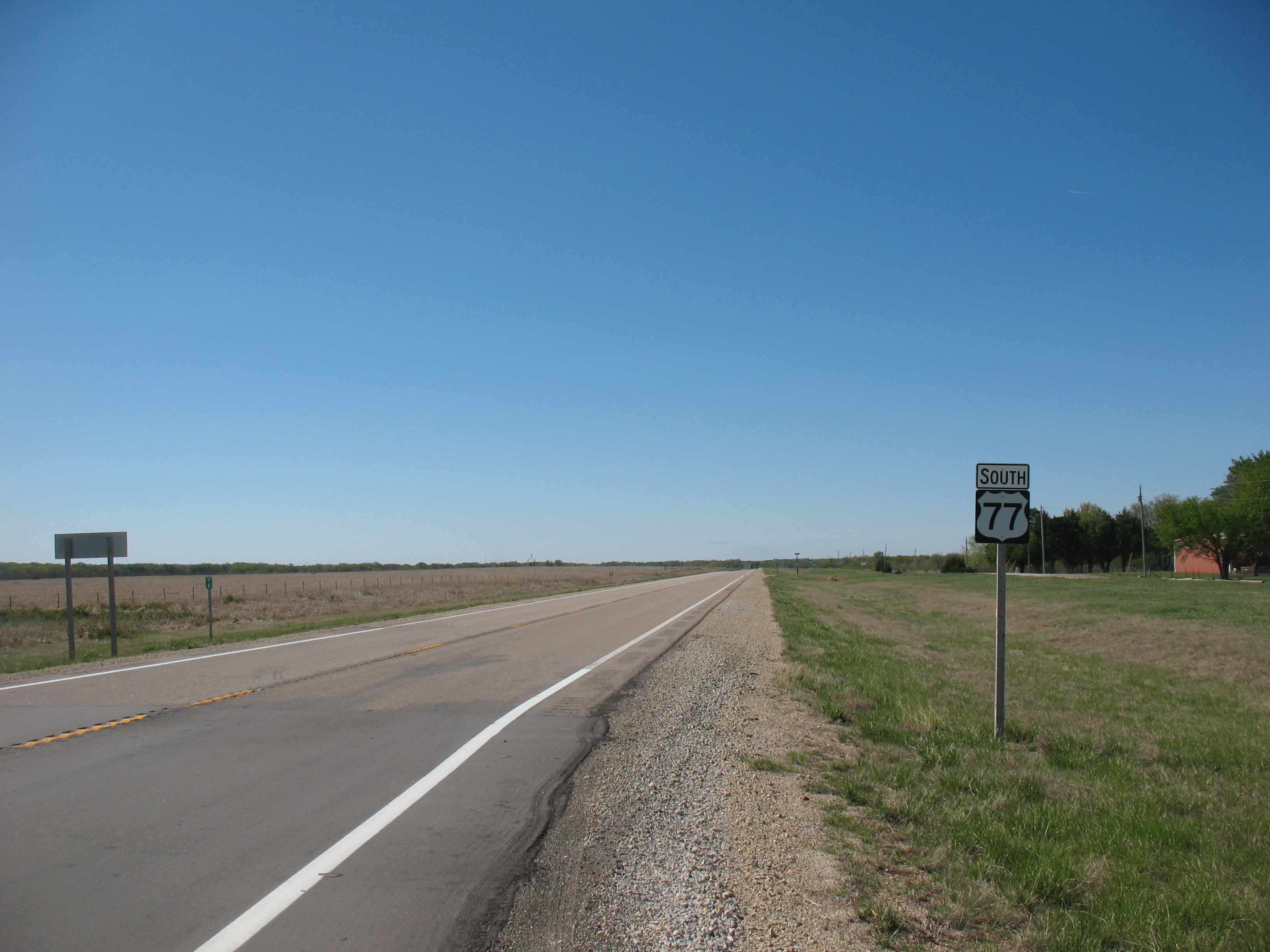
US 77 au Kansas

La US 77 entre au Kansas au sud d'Arkansas City. Elle se dirige vers le nord en passant par Winfield et Augusta, où elle forme un multiplex avec la US 400 jusqu'à l'ouest de Leon, puis, avec la US 54 jusqu'à El Dorado. Elle continue vers le nord en passant par Florence, Herington, Junction City, Blue Rapids et Marysville avant d'atteindre la frontière avec le Nebraska.

### Nebraska
Au Nebraska, la US 77 est une artère sud–nord majeure reliant la capitale de l'état, Lincoln, au sud et au nord de l'état. La route débute au sud de Wymore et prend la direction nord en passant par Beatrice et Cortland, avant d'atteindre Lincoln. Elle contourne la ville en multiplex avec l'I-80 et, au nord de la ville, s'en sépare pour continuer vers le nord. Elle se rend à Wahoo, où elle bifurque vers l'est jusqu'à Mead et se poursuit vers le nord. Elle traverse Fremont et Oakland avant d'atteindre Winnebago, où elle forme un multiplex avec la US 75. Les deux routes atteignent South Sioux City et se séparent à la jonction avec l'I-129 / US 20. La US 77 se poursuit vers le nord et atteint la rivière Missouri, marquant la frontière avec l'Iowa.

### Iowa
La US 77 entre à peine en Iowa. Après avoir traversé la rivière Missouri entre South Sioux City, NE et Sioux City, IA, la route prend fin à un échangeur avec l'I-29. Sa longueur totale dans l'État est un peu plus de quatre dixièmes de mile (640 m).

## Intersections majeures
Texas
 US 83 au Veterans International Bridge à la frontière mexicano-américaine à Brownsville. Les routes forment un multiplex jusqu'à Harlingen.
 I-69E à Brownsville. Les routes forment un multiplex jusqu'au nord de Raymondville.
 I-169 à Brownsville
 I-2 à Harlingen
 I-69E à Kingsville. Les routes forment un multiplex jusqu'à Corpus Christi.
 I-37 à Corpus Christi. Les routes forment un multiplex jusqu'au nord-ouest de Corpus Christi.
 US 181 au nord de Sinton
 US 183 à Refugio
 Future I-69 / Future I-69E / Future I-69W / US 59 au sud de Victoria. La US 59 / US 77 forment un multiplex jusqu'au sud-ouest de Victoria.
 US 87 à Victoria
 US 90 à Schulenburg
 I-10 à Schulenburg
 US 290 à Giddings
 US 79 à Rockdale
 US 190 au sud-est de Cameron. Les routes forment un multiplex jusqu'à Cameron.
 I-35 à Waco. Les routes forment un multiplex jusqu'au nord-est de Hillsboro.
 US 84 à Bellmead
 I-35 à Waxahachie
 US 287 à Waxahachie
 I-35E à Red Oak. Les routes forment un multiplex jusqu'à Denton.
 I-20 à Dallas
 US 67 à Dallas. Les routes forment un multiplex dans la ville.
 I-30 à Dallas
 I-635 à Dallas
 US 377 à Denton. Les routes forment un multiplex dans la ville.
 US 380 à Denton
 I-35 à Denton. Les routes forment un multiplex jusqu'au sud de Thackerville, Oklahoma.
 US 82 à Gainesville
Oklahoma
 US 70 à Ardmore
 I-35 au nord de Springer
 I-35 à Davis
 I-35 à Norman. Les routes forment un multiplex jusqu'à Oklahoma City.
 I-240 / US 62 à Oklahoma City. La US 62 / US 77 forment un multiplex dans la ville.
 I-40 / I-235 / US 270 à Oklahoma City. L'I-235 / US 77 forment un multiplex dans la ville.
 I-44 à Oklahoma City
 I-35 à Edmond. Les routes forment un multiplex jusqu'à Guthrie.
 I-35 à Perry
 US 64 à Perry. Les routes forment un multiplex dans la ville.
 US 412 au nord de Perry
 US 60 à Tonkawa. Les routes forment un multiplex jusqu'à Ponca City.
 US 177 au nord-est de Tonkawa. Les routes forment un multiplex jusqu'à Ponca City.
Kansas
 US 166 à Arkansas City. Les routes forment un multiplex dans la ville.
 US 160 à Winfield
 US 54 / US 400 à Augusta. La US 54 / US 77 un multiplex jusqu'à El Dorado. La US 77 / US 400 forment un multiplex jusqu'à Pickrell Corner.
 I-35 au nord d'El Dorado
 US 50 à Florence
 US 56 au nord-est de Marion. Les routes forment un multiplex jusqu'à l'est de Herington.
 I-70 / US 40 à Junction City
 US 24 au nord de Riley. Les routes forment un multiplex jusqu'à l'est de Riley.
 US 36 à Marysville. Les routes forment un multiplex dans la ville.
Nebraska
 US 136 à Beatrice
 US 6 à Lincoln
 I-80 à Lincoln. Les routes forment un multiplex jusqu'au nord de Lincoln.
 I-180 / US 34 à Lincoln
 US 30 / US 275 au nord de Fremont. La US 77 / US 275 forment un multiplex jusqu'au sud de Winslow.
 US 75 à Winnebago. Les routes forment un multiplex jusqu'à South Sioux City.
 I-129 / US 20 à South Sioux City
Iowa
 I-29 à Sioux City

## Routes auxiliaires
- US 177, route sud-nord reliant Madill, Oklahoma à South Haven, Kansas.
- US 277, route sud-nord reliant Carrizo Springs, Texas à Newcastle, Oklahoma. Elle ne rencontre pas la US 77.
- US 377, route sud-nord reliant Del Rio, Texas à Stroud, Oklahoma.